# Asfaltindustrien
Asfaltindustrien (forkortet AI) er en dansk arbejdsgiver- og brancheforening for virksomheder, der fremstiller og/eller udfører asfaltbelægninger eller beslægtede aktiviteter. Organisationens medlemsvirksomheder omfatter otte danske producenter og udlæggere af asfalt, mens fem danske bitumenleverandører er associerede medlemmer, der kan optages på linje med andre virksomheder med nær tilknytning til anlæg og/eller vedligeholdelse af asfaltveje m.v. (pr. 1. juli 2009). Hovedformålet med foreningen er at varetage medlemmes fælles interesser omkring arbejdsgiverforhold samt faglige, erhvervsøkonomiske, sociale og uddannelsesmæssige interesser på vejbygningsområdet.
Brancheorganisationen, hvis sekretariat er lokaliseret i Asfaltindustriens Hus i Ballerup, er medlem af den europæiske asfaltforening European Asphalt Pavement Association (EAPA), det nordiske forum Nordisk Vejteknisk Forbund (NVF), Dansk Vejforening og er medlem af hovedorganisationen på det danske private arbejdsmarked, Dansk Arbejdsgiverforening (DA) via foreningen AI-BOA, hvor man har etableret et samarbejde sammen med Benzin- og Oliebranchens Arbejdsgiverforening (BOA).

## Brancheforeningens historie
Brancheforeningen, som alle danske asfaltproducerende virksomheder er medlem af, udformede den første fælles miljø- og arbejdsmiljøpolitik i 1988, hvilket i 1994 blev udvidet med en tilslutning til det internationale handelskammer ICC's miljøcharter fra 1991 og på ny revideret i 1999. Vej-asfaltøruddannelsen (en AMU-kontraktuddannelse på godt 2 år) blev etableret i 1993 af Asfaltindustrien og SiD for at branchen fremover også ville være i stand til at tiltrække unge. Den 24. september 2004 underskrev Asfaltindustriens daværende direktør, Ib Frandsen, og chefen for Vejteknisk Institut, Jørgen Christensen, en aftale, der resulterede i at brancheorganisationens vejforskningslaboratorium den 1. oktober samme år blev overdraget til Vejteknisk Institut placeret i Roskilde. Overdragelsen skete som følge af et forslag i begyndelsen af 2002 fra Asfaltindustriens brancheforening til daværende trafikminister Flemming Hansen om oprettelse af en Dansk Videnscenter for Vejbygning ved at samle forsknings- og uddannelsesressourcerne hos Danmarks Tekniske Universitet, Vejteknisk Institut (VI) og Asfaltindustriens Vejforskningslaboratorium.
Foreningen Af Fabrikanter af Asfaltbelægninger (FAFA) blev stiftet i 1939 som den første danske interesseorganisation for asfaltproducenter, mens brancheforeningen Asfaltindustriens Oplysningskontor for Vejforskning (AOV, et navn man fik i 1982) blev etableret i 1962 samtidig med Asfaltindustriens Arbejdsgiverforening (AA). Interesseorganisationen FAFA besluttede i begyndelsen af 1960'erne at samle den identiske forskning i industriens laboratorier i et fælles laboratoritum, Vejforskningslaboratoriet, der blev opført på Stamholmen 91 i Hvidovre, hvortil AOV og AA flyttede i begyndelsen af 1980'erne. Den nuværende brancheforening blev dannet som en fusion af Foreningen Af Fabrikanter af Asfaltbelægninger og Asfaltindustriens Oplysningskontor for Vejforskning i januar måned 1997 under navnet Asfaltindustriens Brancheforening, hvortil der blev designet et nyt fælles logo og foreningen fik samme medlemskreds og bestyrelse som Asfaltindustriens Arbejdsgiverforening.

## Nye metoder og materialer
Asfaltindustrien arbejder målrettet på at skabe mere miljøvenlige veje:
- Støjsvage veje, der halverer trafikstøjen i boligområderne.
- Klimaasfalt (”kølig asfalt”), der sparer flere tusinde tons CO2.
- Nye belægningstyper, der forlænger vejenes holdbarhed.
- Mere end halvdelen af al asfaltgenbruges.
- Mekanisk ukrudtbekæmpelse, ikke pesticider, i vejvedligeholdelsen.
- Har i mange år brugt bitumen i stedet for det skadelige tjære i as-faltblandingerne

## Ekstern henvisning
- Officiel hjemmeside for Asfaltindustrien